# Sergey Volkov (futbolista bielorruso)
Sergey Volkov (en bielorruso: Сяргей Волкаў; en ruso: Сергей Волков) es un futbolista bielorruso nacido el 27 de febrero de 1999. Juega de centrocampista ofensivo y su actual equipo es el FC Vitebsk de la Liga Premier de Bielorrusia.

## Clubes
| Club              | País        | Año       |
| ----------------- | ----------- | --------- |
| FC Vitebsk II     | Bielorrusia | 2017-2018 |
| FC Orsha (Cedido) | Bielorrusia | 2017-2018 |
| FC Vitebsk        | Bielorrusia | 2018-     |

## Selección
Es internacional Sub-21 de la selección de su país, debutando el 10 de septiembre de 2019 contra la Selección Sub-21 de Portugal en partido correspondiente a la clasificación para el Eurocopa.Hasta el momento ha jugado 3 partidos.